# Kanały Obrzańskie
Rzeka Obra na pewnym odcinku płynie skanalizowanym Kanałem Obry, który należy do zlewni II rzędu. Wpływa do niego rzeka Lubieszka. Od Krzywina zwanym Kanałem Kościańskim (Kościańskim Kanałem Obry). Na terenie gminy Dolsk Kanał zasilany jest przez Rów Wysokoć i Kanał Rudawka. Poniżej Kościana, przy tzw. Węźle Bonikowskim, dzieli się na 3 ramiona (kanały) zachodnie:
- Obrzański Kanał Północny – rozpoczyna się w pobliżu wsi Sepno i Łęki Małe, w miejscu połączenia z płynącą z kierunku północnego rzeką Mogilnicą i płynącym na wschód Kanałem Prut, stanowiącym łącznik z Kanałem Mosińskim. Uchodzi do Jeziora Kopanickiego (pierwsze w ciągu jezioro tzw. pojezierza zbąszyńskiego). Kanał Dźwiński jest ostatnim dopływem Północnego Kanału Obry.

- Obrzański Kanał Środkowy – w powiecie Kościańskim nie nadaje się do turystyki kajakowej. Jest miejscami mocno zarośnięty trzciną, zaszlamiony i porośnięty roślinnością wodną. Kanał Środkowy został wybudowany najmniejszym kosztem. Najdłuższa jego część pokrywała się z najbardziej wyżłobionym nurtem Obry.

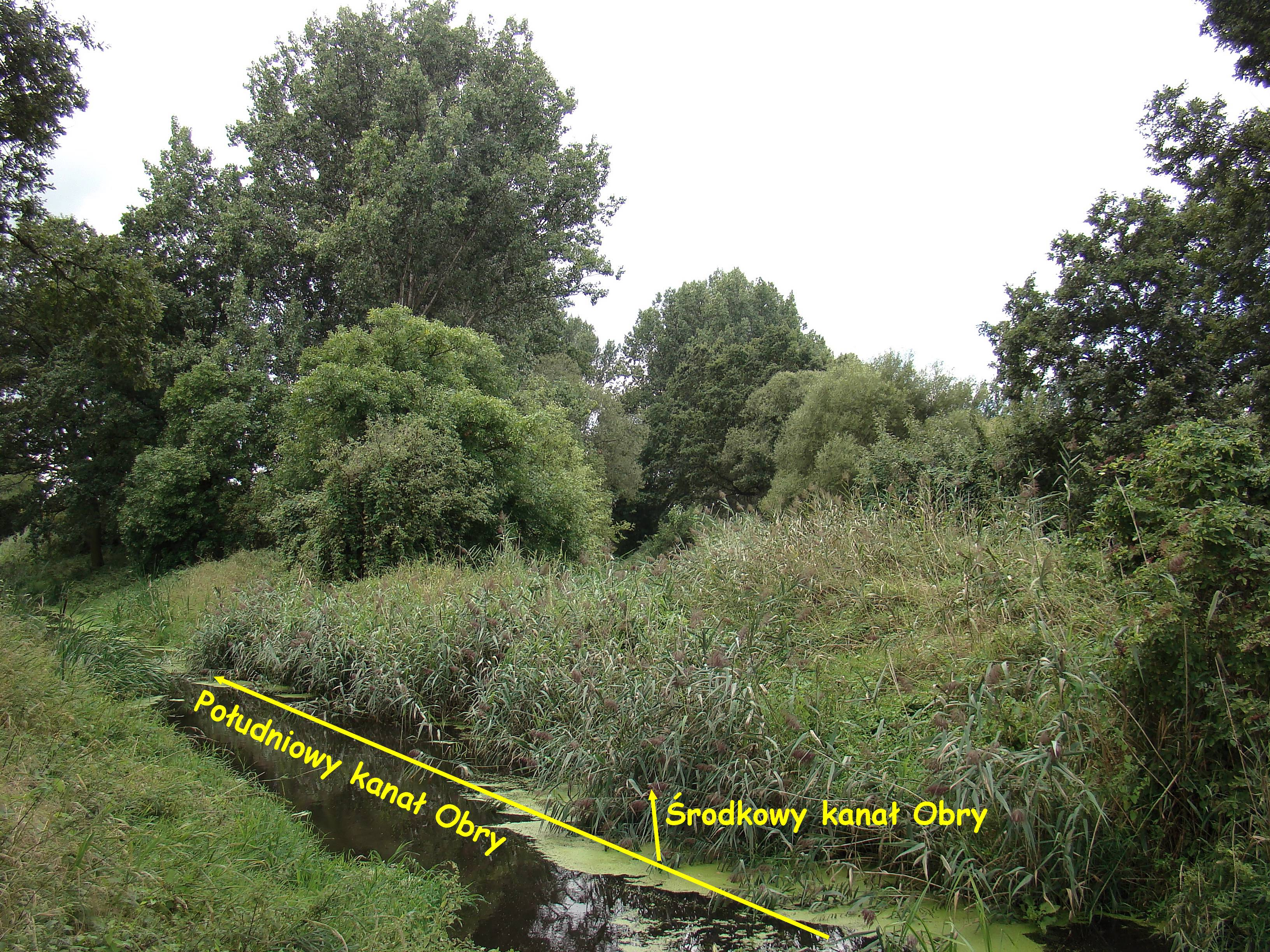
Wyplyw Środkowego Kanału Obry

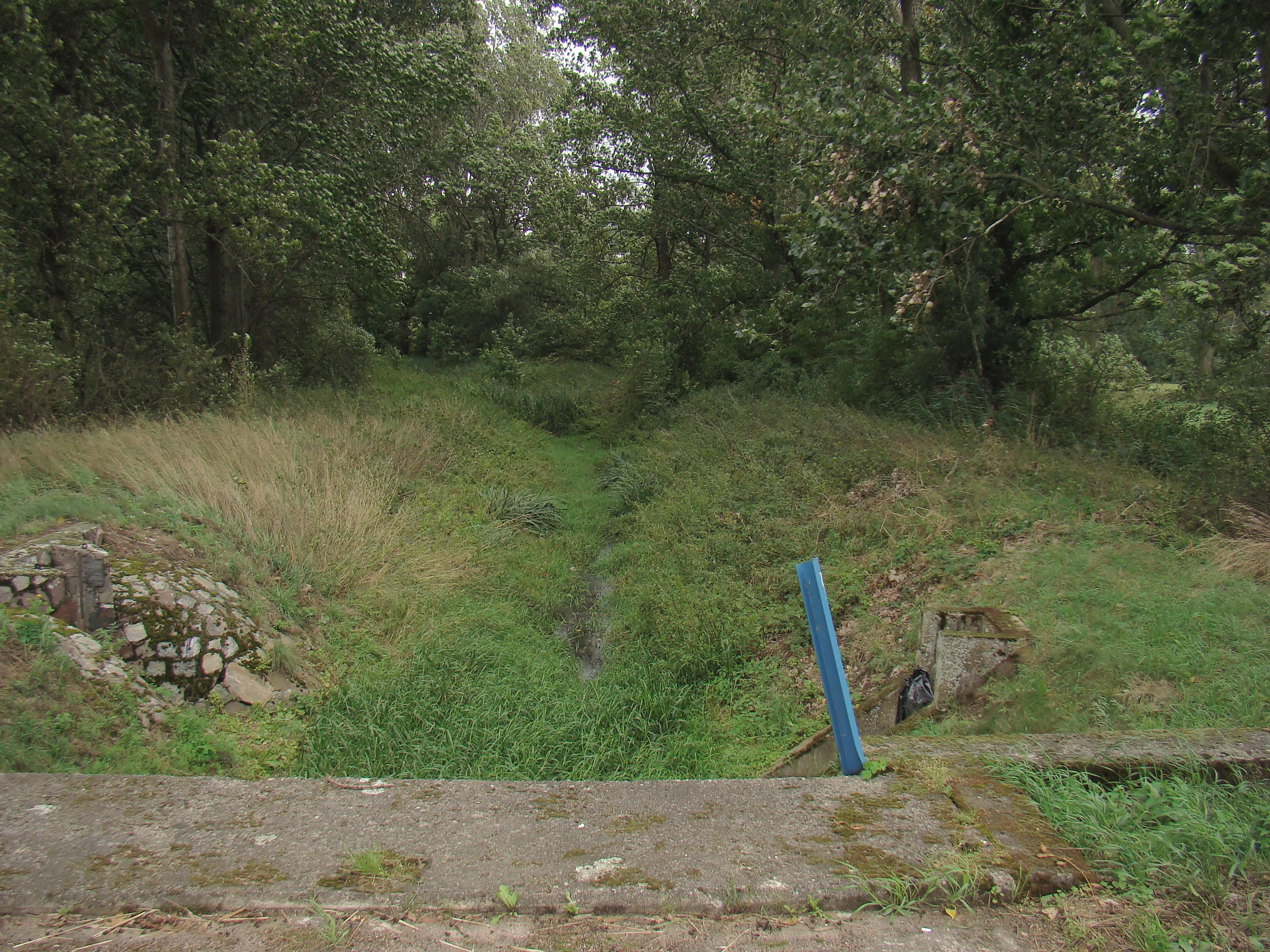
Środkowy Kanał Obry ok. 70m za wypływem z Południowego Kanału Obry

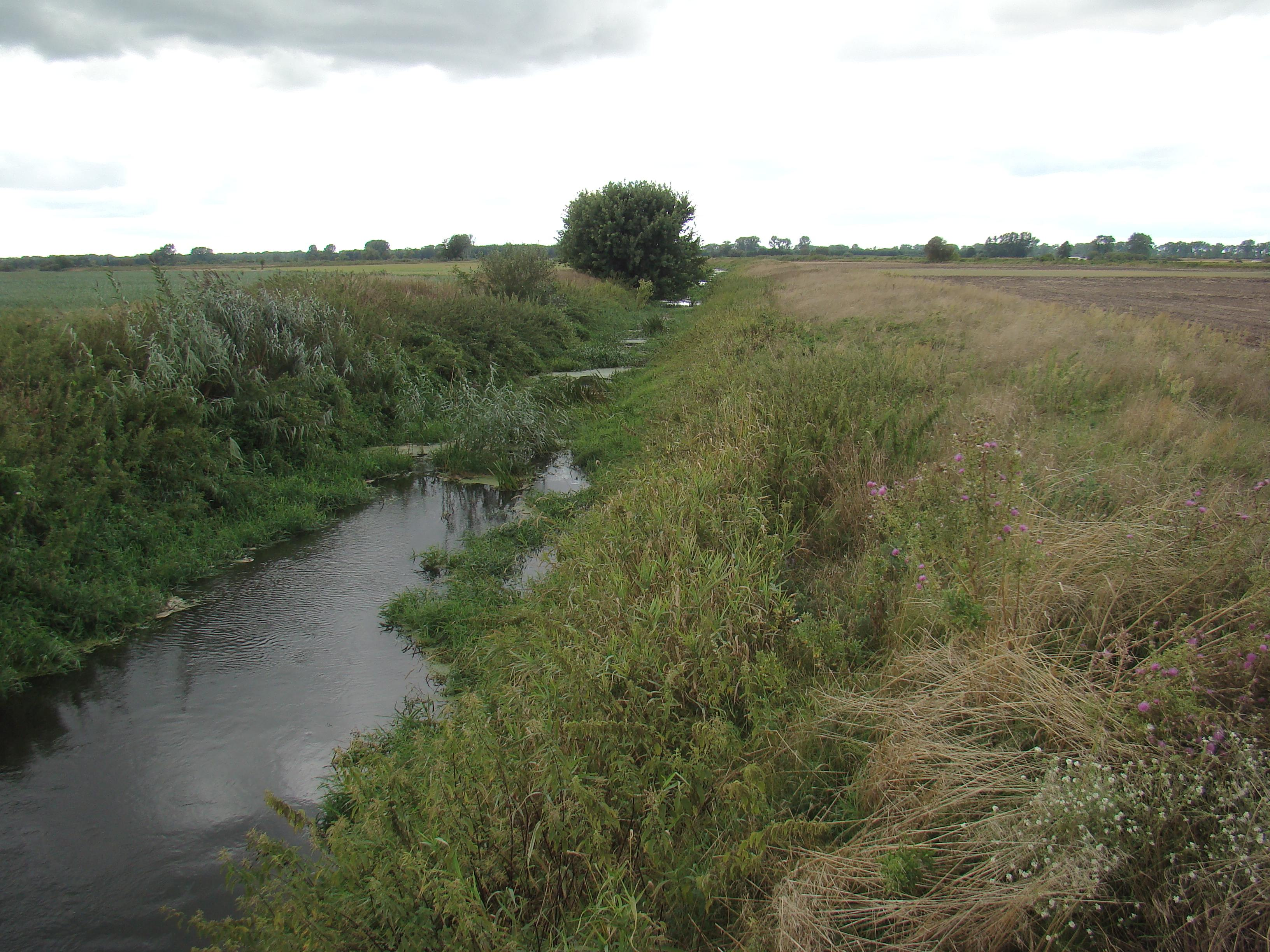
Południowy Kanał Obry ok. 200 m za Węzłem Bonikowskim

- Obrzański Kanał Południowy – uchodzi do Jez. Rudno i przez rzekę Obrzycę do Odry.

i jeden wschodni:
- Kanał Mosiński – jest kanałem melioracyjnym, odprowadzającym wody górnej Obry do Warty. Teren, przez który przepływają wody kanału jest bardzo urozmaicony.

W krainie kanałów Obry rzeźba terenu uformowana została w okresie epoki lodowcowej. Nasuwający i cofający się lądolód powodował przesuwanie i osadzanie się dużych ilości materiału skalnego, czego efektem są widoczne moreny denne i czołowe urozmaicające tutejsze równiny. Wody podlodowcowe utworzyły tzw. rynny, których dna wypełniają jeziora. Wody roztopowe spływające z lodowca utworzyły szerokie doliny zwane pradolinami, którymi przepływają liczne rzeki, oraz kanały Obry.
Zlewnia Północnego i Środkowego Kanału Obry w górnym biegu ma charakter rolniczy o intensywnie prowadzonej gospodarce rolnej (gminy: Wielichowo i Kamieniec). Powierzchnie użytków rolnych są poprzecinane gęstą siecią rowów melioracyjnych i poprzez ich wody – zanieczyszczane spływami z pól i łąk – zanieczyszczenia obszarowe doprowadzane są do Północnego Kanału Obry. W dalszym biegu w zlewni własnej cieków przeważają łąki i lasy,
natomiast użytki rolne zajmują większe powierzchnie w zlewniach dopływów: Dojcy (gmina Nowy Tomyśl), Szarki (gminy: Nowy Tomyśl i Siedlec) i Rowu Grabarskiego (gmina Siedlec).